# Terrington St Clement
Terrington St Clement – wieś w Anglii, w hrabstwie Norfolk, w dystrykcie King’s Lynn and West Norfolk. Leży 70 km na zachód od Norwich i 142 km na północ od Londynu. Miejscowość liczy 3902 mieszkańców.